# Mark VIII
A Mark VIII változat megerősített fegyverzettel és páncélvédettséggel, erős motorral szerelt típus, amelyet az Amerikai Egyesült Államok is gyártott licenc alapján

## Felépítése

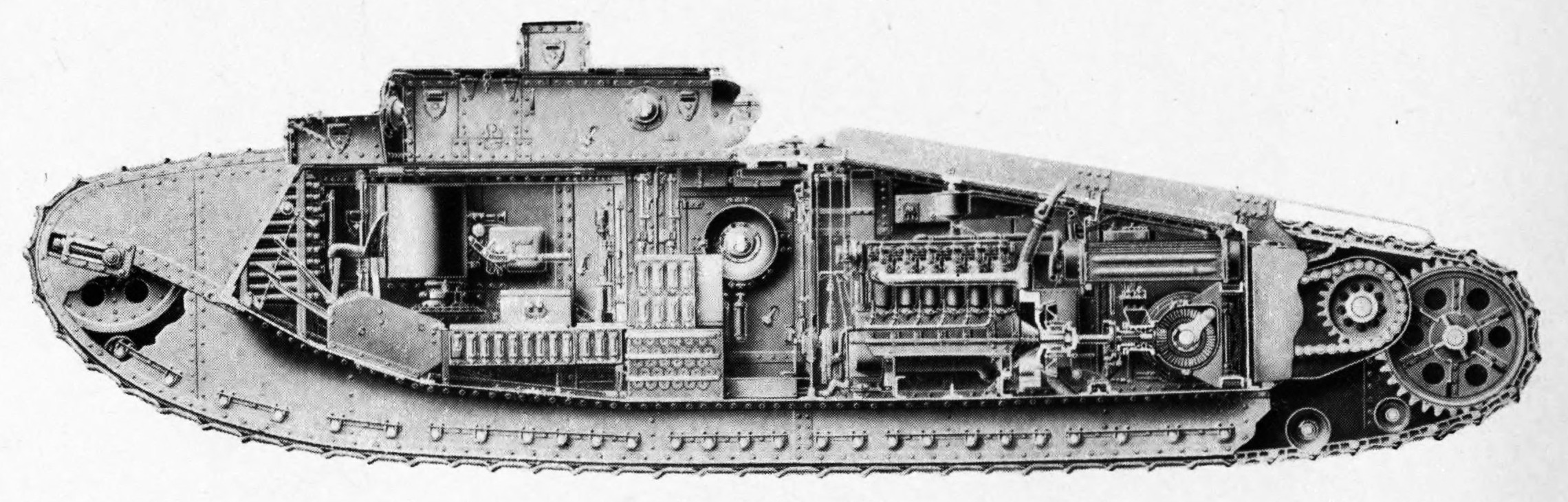
A Mark VIII metszetrajza

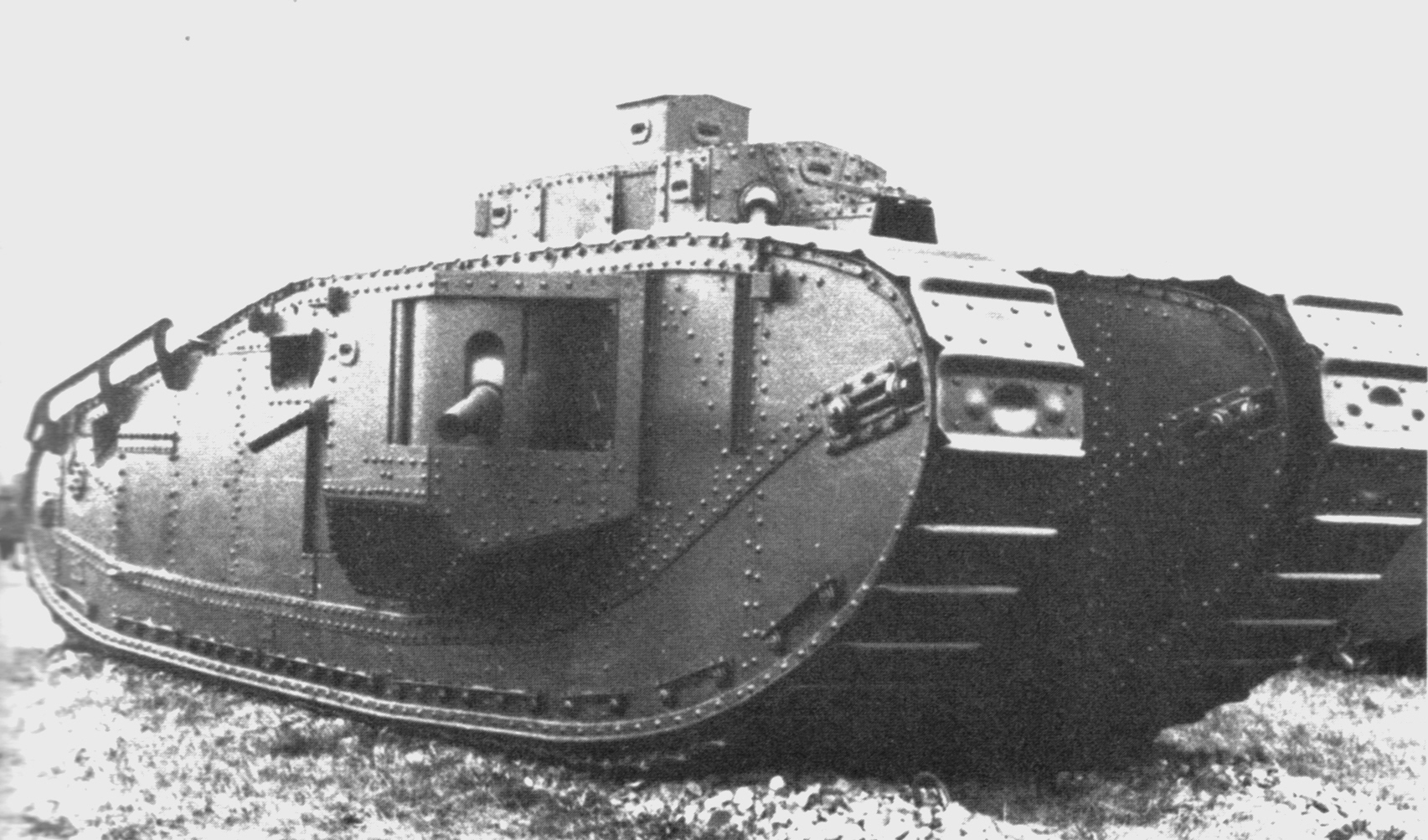
A Mark VIII félprofilból - jól látható a gondolából kiálló új fegyverfészek

A korábbi típusoktól a megnövelt küzdőtér is megkülönbözteti, amelyet már elválasztottak a motortértől, így a zajterhelés sokkal alacsonyabbá vált. A lövegfészket átalakították, az erkélyből külön toronnyal nézett ki, így alkalmassá vált oldalirányú tüzelésre is.